# 関東ムービー配給社
株式会社関東ムービー配給社（かんとうムービーはいきゅうしゃ）は、かつて存在した日本の映画会社である。旧社名株式会社ムービー配給社（ムービーはいきゅうしゃ）。
かつて存在したアニメ制作会社「東京ムービー新社」（現：トムス・エンタテインメント）とは何の関係も無い。

## 略歴・概要
新東宝の最末期に中部支社長だった群馬県出身の桑原正衛（1915年生）が、同社倒産後に中部新東宝興業代表を経て、1965年（昭和40年）5月26日に創業した。創業に先行して、同年1月、日本シネマが製作、松井康子主演、若松孝二監督『離婚屋開業中』を配給して公開した記録がある。以降、翌1966年（昭和41年）末までは、轍プロダクション、若松孝二の若松プロダクション、山辺信雄のヤマベプロダクション、本木荘二郎のシネユニモンド等の製作物を配給していたが、向井寛の日本芸術映画協会、新藤孝衛の青年芸術映画協会等に1969年（昭和44年）までの間に固定化する。このころまでの社名は「株式会社ムービー配給社」であった。白黒・カラーのフィルムを混成して編集したものである「パートカラー」を、同社は「セクシーカラー」と名付けてポスター等に表示していた。
1970年（昭和45年）以降、自社製作・自社配給の体制になり、監督も沢賢介、新藤孝衛、関孝二に固定化し始める。
1974年（昭和49年）12月25日に公開された、小島麻理主演、沢賢介監督の『(秘)香港セックス基地』以降は、配給については大蔵映画が行い、同社は製作業務に専念する。1976年（昭和51年）の製作本数は7本にとどまり、1977年（昭和52年）5月に公開された東祐里子主演、沢賢介監督の『FLESH MARKETS 国際肉体市場』以降は、配給元がミリオンフィルムに切り替わっている。同年から翌1979年（昭和54年）にかけて、年間2本を製作してミリオンフィルムに提供していたが、1980年（昭和55年）5月20日に公開された高原リカ主演、平川弘喜監督の『少女早熟』以降、映画の製作あるいは配給を行った記録がない。
その後の同社の活動は不明であるが、『映画年鑑』には会社情報や巻末広告が1990年代半ばまで掲載されている。1991年（平成3年）には、桑原正樹がすでに社長になっており、監査役も藤井一郎から渡辺省三に変更している記録があり、1994年（平成6年）には記載されているが、1990年代後半の『映画年鑑』には社名も社長や取締役の人名も掲載されていない。 Screen international film and TV year book 1992 には、Kanto Movie Distributors, 代表は Masaki Kuwahara（桑原正樹）として掲載されている。2015年（平成27年）現在、かつて同社が所在した新岩間ビルは現存している。同年7月現在、東京国立近代美術館フィルムセンターは、同社の製作・配給した作品を所蔵していない。

## 企業データ
- 所在地 : 東京都中央区銀座3-12-18 新岩間ビル [9]
- 事業内容 : 映画の製作・配給・興業および輸出入 [9]
- 設立 : 1965年5月26日 [9]
- 資本金 : 200万円 [9]
- 代表者 : 桑原正衛 （1965年 - 1991年ころ）[9]、二代目 桑原正樹 （1991年ころ - 1995年ころ）[9]

## フィルモグラフィ
文化庁「日本映画情報システム」、および日本映画データベース、インターネット・ムービー・データベースに掲載されている同社製作・配給作品の一覧である。特筆以外はすべて「製作・配給」である。
1965年
- 『離婚屋開業中』 : 監督若松孝二、主演松井康子、製作日本シネマ、1965年1月公開 - 配給
- 『死ぬほど抱いて』 : 監督経堂三郎（経堂一郎）、主演桝田邦子、製作轍プロダクション、1965年4月公開 - 配給
- 『種馬』 : 監督宮口圭、主演岡本弘子、製作轍プロダクション、1965年6月公開 - 配給
- 『壁の中の秘事』 : 監督若松孝二、出演可能かづ子、製作若松プロダクション、1965年6月公開 - 配給
- 『情夫と牝』 : 監督渡辺護、出演中島京子、製作扇映画プロダクション、1965年10月公開 - 配給
- 『初めての夜』 : 監督内藤洋、出演白川道子、製作轍プロダクション、1965年12月公開 - 配給
- 『深夜の戯れ』 : 監督経堂一郎、出演成瀬恵子、製作轍プロダクション、1965年12月公開 - 配給

1966年
- 『狙われた女達』 : 監督武田有生、出演狩野翔子、製作近代企画、1966年1月公開 - 配給
- 『女が指を咬むとき』 : 監督糸文弘、出演内田高子、製作LL企画プロダクション、1966年6月公開 - 配給
- 『わなの喘ぎ』 : 監督経堂一郎、主演左京未知子、製作轍プロダクション、1966年8月公開 - 配給
- 『夜の日記』 : 監督小川欽也、主演可能かず子、製作新星プロダクション、1966年9月公開 - 配給
- 『黒い痴情』 : 監督飛田良、主演谷口朱里、製作ヤマベプロダクション、1966年10月公開 - 配給
- 『異常な体験』 : 製作納庄寛城、監督向井寛、主演内田高子、製作日本芸術協会、1966年10月公開 - 配給
- 『学生妻』 : 監督向井寛、主演若月ヒトミ、製作日本芸術協会、1966年12月公開 - 配給

1967年
- 『現代の恐怖』 : 監督糸文弘、1967年1月31日公開
- 『真夜中の花園』 : 製作・監督高木丈夫（本木荘二郎）、主演可能かづ子、製作シネユニモンド、1967年2月06日公開 - 配給
- 『夜の悦び』 : 監督向井寛、主演内田高子、製作日本芸術協会、1967年3月7日公開 - 配給
- 『泥だらけの制服』 : 監督新藤孝衛、主演真湖道代、製作青年芸術映画協会、1967年3月7日公開 - 配給
- 『夫婦生態白書より 夜泣く女』 : 監督新藤孝衛、主演桝田邦子、製作青年芸術映画協会、1967年4月22日公開 - 配給
- 『女子寮』: 監督向井寛、出演白川和子、製作日本芸術協会、1967年5月16日公開 - 配給
- 『ひめごと』 : 監督高木丈夫、主演柚木ミカ、製作シネユニモンド、1967年6月24日公開 - 配給
- 『地獄の愛撫』 : 監督鶴巻次郎、主演星河恵、製作光映画、1967年6月24日公開 - 配給
- 『女の媚態』 : 監督向井寛、主演中村昭子、製作日本芸術協会、1967年7月11日公開 - 配給
- 『ピンクの挑発』 : 監督新藤孝衛、主演美矢かほる、製作青年芸術映画協会、1967年8月11日公開 - 配給
- 『原色の世代 脱がされた制服』 : 監督佐々木元、出演辰巳典子、製作東京芸術映画協会、1967年8月公開 - 配給
- 『恥かしい技巧』 : 監督向井寛、主演水城リカ、製作日本芸術協会、1967年9月19日公開 - 配給
- 『女の取引』 : 監督片岡均、主演加賀奈織美、製作光映画、1967年9月26日公開 - 配給
- 『狂ったいとなみ』 : 監督佐々木元、主演津崎公平、製作東京芸術映画協会、1967年10月13日公開 - 配給
- 『処女証明書』 : 監督向井寛、主演松島美雪、製作日本芸術協会、1967年11月14日公開 - 配給
- 『浮気妻』 : 監督新藤孝衛、製作青年芸術映画協会、1967年12月11日公開 - 配給

1968年
- 『蒼いフィルム 品さだめ（英語版）』 : 監督向井寛、出演渚マリ、製作若松プロダクション・日本芸術映画協会、1968年3月公開 - 配給
- 『いろごと 秘中の秘』 : 監督新藤孝衛、出演水咲陽子、製作東京芸術映画協会、1968年7月公開 - 配給
- 『現代くノ一肉地獄』 : 監督向井寛、出演火鳥こずえ、製作日本芸術協会、1968年10月公開 - 配給
- 『穴をねらえ!』 : 監督新藤孝衛、出演水咲陽子、製作青年芸術映画協会、1968年11月公開 - 配給
- 『女色のもつれ』 : 監督酒匂真直、製作東京芸術映画協会、1968年11月公開 - 配給
- 『孤島のうめき』 : 監督関孝二、製作大東放映、1968年12月公開 - 配給
- 『分娩 異色性風俗史』 : 監督新藤孝衛、出演青木まり、製作青年芸術映画協会、1968年12月公開 - 配給

1969年
- 『色欲三重奏 だまされた女狐』 : 監督渡辺護、出演マキ蘭子、製作日本芸術映画協会、1969年4月公開 - 配給
- 『昭和元禄 おいろけ女忠臣蔵』 : 監督新藤孝衛、出演小島マリ、製作青年芸術映画協会 1969年6月公開 - 配給
- 『中絶手術』 : 監督新藤孝衛、出演大城英子、製作青年芸術映画協会、1969年8月公開 - 配給
- 『穴に賭ける』 : 監督品川照二（本木荘二郎）、主演美川真紀、製作Gプロダクション、1969年8月公開 - 配給
- 『人妻千一夜』 : 監督沢賢介、出演白川和子、製作沢プロダクション、1969年9月公開 - 配給
- 『覗かれた密室』 : 監督新藤孝衛、出演園ひとみ、製作青年芸術映画協会、1969年10月公開 - 配給
- 『枕芸者』 : 監督向井寛、出演高島和子、製作日本芸術協会、1969年公開 - 配給
- 『奏でる名器』 : 監督沢賢介、出演高島和子、製作サワプロダクション、1969年公開 - 配給
- 『ざこ寝』 : 監督新藤孝衛、1969年12月公開
- 『好きもの夫婦』 : 監督新藤孝衛、1969年12月公開

1970年
- 『情炎女護ヶ島』 : 監督沢賢介、1970年5月公開
- 『濡れた草むら』 : 監督品川照二、1970年6月公開
- 『好色東名高速道路 女体なで斬り』 : 監督沢賢介、1970年7月公開
- 『カーセックス』 : 監督沢賢介、1970年9月公開
- 『見える見える 女体探偵術』 : 監督沢賢介、1970年9月公開
- 『おいろけ婦人風呂』 : 監督新藤孝衛、1970年11月公開
- 『SEXアニマル』 : 監督沢賢介、1970年12月公開

1971年
- 『(裸)おんな天国』 : 監督沢賢介、主演乱孝寿、1971年1月公開
- 『しつこいのが大好き』（『しっつこいのが大好き』） : 監督新藤孝衛、1971年2月公開
- 『現代寝わざくらべ』 : 監督新藤孝衛、1971年3月公開
- 『妻の浮気夫の浮気』 : 監督沢賢介、1971年4月公開
- 『(秘)おさわり専科』 : 監督品川照二、1971年4月公開
- 『桃色探訪カーホテル』 : 監督沢賢介、1971年5月公開
- 『女の急所教えます』 : 監督関孝二、主演早坂くるみ、1971年6月公開
- 『抜群の味』 : 監督島田恵三、主演藤ひろ子、1971年8月公開
- 『セックス・セールス』 : 監督沢賢介、1971年9月公開
- 『世界セックス大全集』 : 監督沢賢介、主演ドナ・ケイ/白川和子、1971年9月公開
- 『咬みつかれたハマグリ坊主』 : 監督関孝二、1971年11月公開
- 『抱いてい教えて 性と行動』 : 監督新船澄孝、主演山路昇子、1971年12月公開
- 『女体貸します』 : 監督沢賢介、主演宮下順子、1971年12月公開

1972年
- 『(秘)ナイトクラブの女高生』 : 監督新船澄孝、主演谷身知子、製作青年芸術映画協会、1972年2月公開 - 配給
- 『セックス診断』 : 監督沢賢介、主演三条ベラ、1972年3月公開
- 『女子学生 ポルノテクニック』 : 監督品川照二、主演青山美沙、1972年4月公開
- 『続・セックス大全集』 : 監督沢賢介、1972年5月公開
- 『ブルーフィルム一代女』 : 監督新船澄孝、主演高見由紀・乱孝寿、1972年6月公開
- 『美女と淫獣』 : 監督関孝二、主演青山美沙、1972年7月公開
- 『やり逃げ専科』 : 監督沢賢介、主演宮下順子、1972年8月公開
- 『感じる若妻』 : 監督新船澄孝、主演小島マリ、1972年9月公開
- 『夜の沖縄 ポルノ狩り』 : 監督沢賢介、1972年10月公開
- 『乳房変身』 : 監督沢賢介、主演瀬良美似、1972年11月公開
- 『痴漢天国』 : 監督関孝二、1972年12月公開

1973年
- 『濡れ濡れ欲情記』 : 監督沢賢介、1973年1月公開
- 『痴態の乱れ』 : 監督木俣堯喬、主演珠瑠美・田中小実昌、1973年2月公開
- 『(秘)失神トルコ風呂』 : 監督沢賢介、主演北見マヤ、1973年3月公開
- 『女高生スケバン物語』 : 監督関孝二、主演椿じゅん、1973年4月公開
- 『Y学講座 三人娘の男狩り』 : 監督沢賢介、主演北見マヤ・千葉未知・山谷ますみ、1973年5月公開
- 『男妻になるテクニック』 : 監督関孝二、1973年6月公開
- 『ある浮気の生態』 : 監督沢賢介、1973年7月公開
- 『穴場さぐり』 : 監督関孝二、1973年8月公開
- 『パンマSEX裏のぞき』 : 監督関孝二、主演河森真樹、1973年9月公開
- 『好色団地妻』 : 監督沢賢介、主演北見マヤ、1973年10月公開
- 『女風呂色ざかり』 : 監督関孝二、1973年11月公開
- 『魔性の淫獣』 : 監督沢賢介、主演乱孝寿、1973年12月公開

1974年
- 『性惑の宝庫』 : 監督関孝二、1974年1月公開
- 『(秘)パンマ性感地帯』 : 監督沢賢介、主演青山リマ、1974年1月公開
- 『女湯淫情記』 : 監督関孝二、主演泉ユリ、1974年3月公開
- 『性感の闘い』（『快感の闘い』） : 監督関孝二、1974年4月公開
- 『赤坂SEX地帯』 : 監督沢賢介、主演南ユキ、1974年5月公開
- 『ドラゴン柔道SEX対決』 : 監督関孝二、1974年6月公開
- 『港函館情欲の夜』 : 監督沢賢介、1974年7月公開
- 『性艶みだら海女』 : 監督関孝二、主演泉ユリ、1974年8月公開
- 『OL夜毎の欲情』 : 監督影山明文、出演南ユキ、1974年8月公開
- 『トルコ嬢の性歓地帯』 : 監督沢賢介、主演小島麻里、1974年9月公開
- 『団地妻色競べ』 : 監督関孝二、主演泉ユリ、1974年10月公開
- 『夫婦セックス勝負』 : 監督沢賢介、主演小島麻里、1974年11月公開
- 『新婚初夜の秘技』 : 監督関孝二、主演泉ユリ、1974年12月公開
- 『(秘)香港セックス基地』 : 監督沢賢介、主演小島麻理、配給大蔵映画、1974年12月25日公開 - 製作

1975年
- 『東西性豪色くらべ』 : 監督関孝二、主演小島麻理、配給大蔵映画、1975年2月18日公開 - 製作
- 『極秘女専門 トルコボーイ』 : 監督沢賢介、主演茜ゆう子、配給大蔵映画、1975年3月21日公開 - 製作
- 『(秘)性慾ホテル』 : 監督関孝二、主演小島麻理、配給大蔵映画、1975年4月21日公開 - 製作
- 『夜の長崎 濡れた性』 : 監督沢賢介、主演愛めぐみ、配給大蔵映画、1975年5月公開 - 製作
- 『情痴の争奪』 : 監督関孝二、主演茜ゆう子、1975年6月公開
- 『浮気夫婦の性合戦』 : 監督沢賢介、主演茜ゆう子、配給大蔵映画、1975年7月25日公開 - 製作
- 『セックス秘伝』 : 監督関孝二、主演東祐里子、配給大蔵映画、1975年8月25日公開 - 製作
- 『(秘)女子大生 荒淫山脈』 : 監督沢賢介、主演北沢満里子、配給大蔵映画、1975年9月公開 - 製作
- 『湧き出る性の泉』 : 監督関孝二、主演茜ゆう子、配給大蔵映画、1975年10月17日公開 - 製作
- 『新宿マッサージ 売春嬢殺し』 : 監督沢賢介、主演南ユキ、配給大蔵映画、1975年10月28日公開 - 製作
- 『女高生と(秘)玩具』 : 監督関孝二、主演泉ユリ、配給大蔵映画、1975年12月8日公開 - 製作
- 『痴漢のぞき窓』 : 監督沢賢介、主演路さとみ、配給大蔵映画、1975年12月公開 - 製作

1976年
- 『痴漢快楽境』 : 監督早坂紘（関孝二[8]）、出演泉ユリ、配給大蔵映画、1976年7月7日審査（映倫番号18782）、1976年7月31日公開 - 製作[8]
- 『女子学生(秘)SEX実験』 : 監督関孝二、出演しば早苗、配給大蔵映画、1976年8月10日審査（映倫番号18819）、1976年9月1日公開 - 製作[8]
- 『性道男一代』 : 監督早坂紘、出演南ゆき（南ユキ）、配給大蔵映画、1976年9月6日審査（映倫番号18851）、1976年9月11日公開 - 製作[8]
- 『セックス覗き百態』 : 監督関孝二、出演小杉じゅん、配給大蔵映画、1976年9月27日審査（映倫番号18871）、1976年10月1日公開 - 製作[8]
- 『痴漢 スケ狩り』（『土曜オールナイト女狩り』） : 監督沢賢介、出演東祐里子、配給ミリオンフィルム、1976年7月5日審査、1976年10月12日公開 - 製作[8]
- 『団地妻セックス集団』 : 監督関孝二、出演小杉じゅん、配給大蔵映画、1976年11月4日審査（映倫番号18914）、1976年11月23日公開 - 製作[8]
- 『好色産婦人科医の告白』 : 監督関孝二、出演杉佳代子、配給大蔵映画、1976年11月29日審査（映倫番号18946）、1976年12月4日公開 - 製作[8]

1977年
- 『女高生性の乱れ』 : 監督早坂紘、出演青野梨魔、配給大蔵映画、1976年12月8日審査（映倫番号18957）、1977年1月11日公開 - 製作[8]
- 『子種入用 お腹貸します』 : 監督早坂紘、出演南ゆき、配給大蔵映画、1977年1月11日審査（映倫番号18982）、1977年2月12日公開 - 製作[8]
- 『変態婦人科医』（『異常変態婦人科医』） : 監督早坂紘、出演星亜也子、配給大蔵映画、1977年2月17日審査、1977年3月4日公開 - 製作[8]
- 『FLESH MARKETS 国際肉体市場』 : 監督沢賢介、主演東裕里子、配給ミリオンフィルム、1977年5月公開 - 製作
- 『痴漢横丁 濡れたいの』 : 監督関孝二、主演しば早苗、配給ミリオンフィルム、1977年12月公開 - 製作

1978年 - 1980年
- 『発情レポート 穴場遊び』 : 監督沢賢介、主演青山涼子、配給ミリオンフィルム、1978年7月公開 - 製作
- 『失神痴漢UFO』 : 監督沢賢介、主演しば早苗、配給ミリオンフィルム、1978年10月公開 - 製作
- 『野獣ポルノ 処女絶叫』 : 監督大門登、主演与那城ライラ、配給ミリオンフィルム、1979年4月3日公開 - 製作
- 『熱中時代 変態下宿』 : 監督久我剛、出演大下みどり、配給ミリオンフィルム、1979年5月1日公開 - 青年群像と提携製作
- 『少女早熟』 : 監督平川弘喜、出演高原リカ、配給ミリオンフィルム、1980年5月20日公開 - 製作